# ماریا کوتربسکا
ماریا کوتربسکا (لهستانی: Maria Koterbska؛ ‏ ۱۳ ژوئیهٔ ۱۹۲۴ – ۱۸ ژانویهٔ ۲۰۲۱) بازیگر، موسیقی‌دان، ترانه‌سرا و خواننده اهل لهستان بود.
از فیلم‌هایی که وی در آن‌ها نقش داشته است، می‌توان به موضوعی برای حل و فصل اشاره نمود.
وی در سال‌های ۱۹۷۹ و ۱۹۹۹ برندهٔ نشان افتخار تولد لهستان و در سال ۲۰۰۸ برندهٔ نشان زرین شایستگی در فرهنگ - گلوریا آرتیس شد.